# Проклювани (Б'єловар)
45°54′08″ пн. ш. 16°54′00″ сх. д. / 45.9023° пн. ш. 16.9° сх. д.
Проклювани (хорв. Prokljuvani) — населений пункт у Хорватії, у Б'єловарсько-Білогорській жупанії у складі міста Б'єловар.

## Населення
Населення за даними перепису 2011 року становило 251 осіб.
Динаміка чисельності населення поселення: